# 枣子林站
枣子林站是一个成昆线上的铁路车站，位于四川省攀枝花市米易县垭口镇白沙沟村。车站原为成昆铁路的预留车站，1970年成昆铁路通车后不久开站:35，目前为五等站，邮政编码为617206。目前客运：办理旅客乘降，不办理货运业务。

## 概要
枣子林站设有2条股道，部分站场位于隧道内。由于隧道在建设时期未预留人行道，造成车站职工接发列车时的不便:18。
1974年9月1日和6日车站附近的柳树塘沟暴发泥石流灾害，堵塞成昆铁路K719附近的桥孔、淤埋铁路和两岸的隧道并冲断米渡公路，造成成昆铁路中断近20小时。